# Dolton (Dakota del Sud)
Dolton è un centro abitato (town) degli Stati Uniti d'America, situato nella contea di Turner nello Stato del Dakota del Sud. La popolazione era di 37 persone al censimento del 2010.
Dolton prende il nome da uno dei membri fondatori della società cittadina.

## Geografia fisica
Dolton è situata a 43°29′26″N 97°23′06″W (43.490479, -97.385060).
Secondo lo United States Census Bureau, ha un'area totale di 0,26 miglia quadrate (0,67 km²).

## Società

### Evoluzione demografica
Secondo il censimento del 2010, c'erano 37 persone.

### Etnie e minoranze straniere
Secondo il censimento del 2010, la composizione etnica della città era formata dall'86,5% di bianchi, il 2,7% di altre razze, e il 10,8% di due o più etnie. Ispanici o latinos di qualunque razza erano il 2,7% della popolazione.